# چیلکایوک گرنده
چیلکایوک گرنده (به اسپانیایی: Chilcayoc Grande) یک کوه در پرو است که در منطقه ارکیپا واقع شده‌است. چیلکایوک گرنده ۳٬۲۴۳ متر بالاتر از سطح دریا واقع شده‌است.